# François-Joseph Dewandre
Pour les autres membres de la famille, voir Famille Dewandre.
François-Joseph Dewandre, né le 4 septembre 1758 à Liège où il meurt le 29 juin 1835 est un sculpteur-architecte liégeois. Il est le père d'Henri Dewandre et le grand-père de Barthel Dewandre.

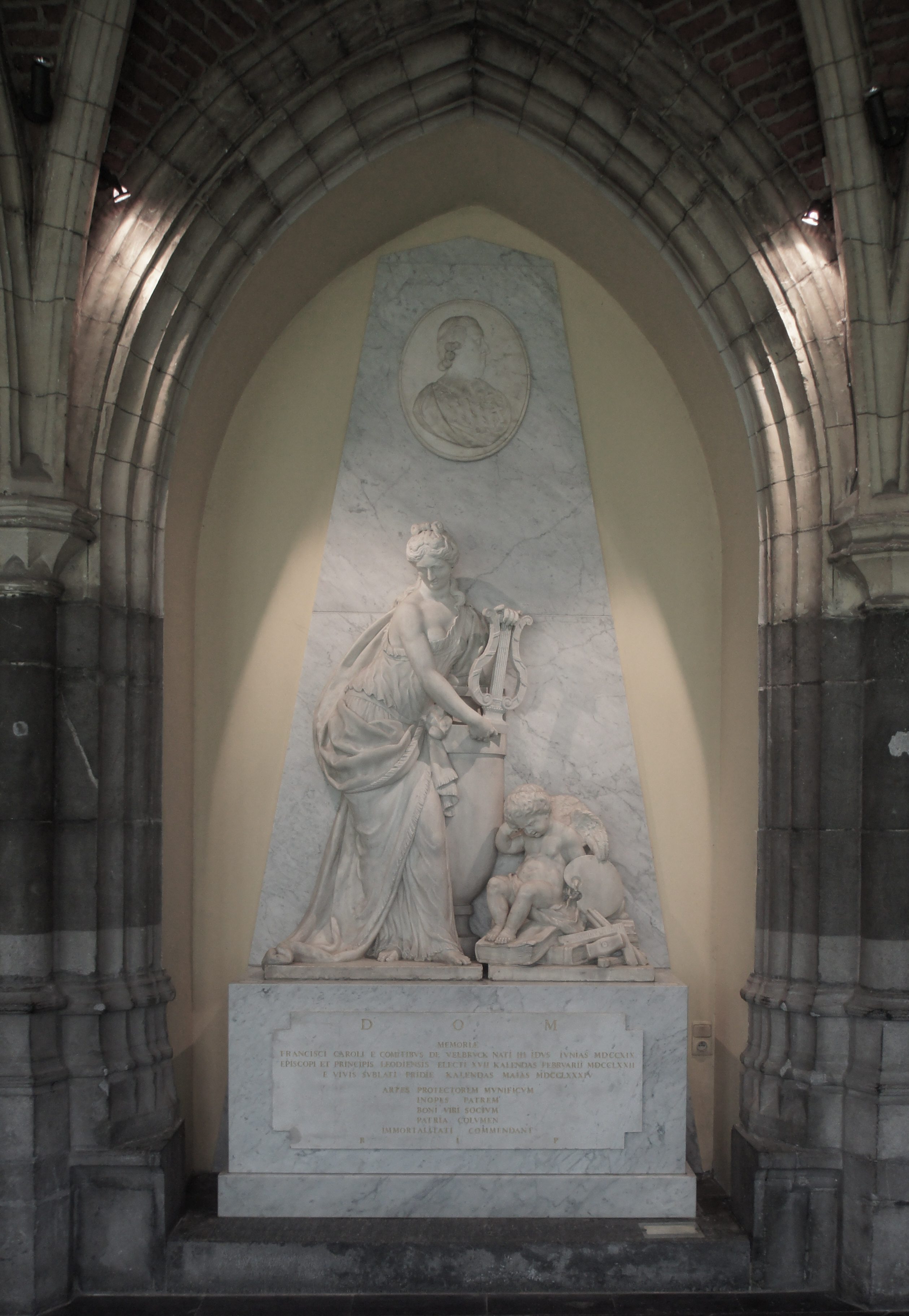
Mausolée de François-Charles de Velbrück

Il a assumé la direction de l'Académie royale de dessin de Liège. Il y enseigna son art à Eugène Simonis.
Il obtient de le prix de Rome de sculpture en 1783. En 1800, il est le premier adjoint au maire de Liège et, en 1805, il propose de construire un théâtre à la place des décombres de l'ancienne cathédrale Saint-Lambert.

## Œuvres
- Liège, Mausolée du prince-évêque Velbrück